# 엘리온
엘리온(ELYON)은 블루홀 스튜디오가 제작, 카카오게임즈에서 서비스 중인 MMORPG 게임이다. 이전 명칭은 《에어》(A:IR - Ascent: Infinite Realm)로, 2020년 4월 엘리온(ELYON)으로 명칭이 변경되었다.
낙원 엘리온에 도달하기 위한 벌핀과 온타리 두 진영간의 대규모 전쟁(RVR)을 주 콘텐츠로 하고 있다.